# Secnidazol
Secnidazolul este un antibiotic din clasa derivaților de nitroimidazol, fiind utilizat în tratamentul unor infecții protozoarice și bacteriene, precum amoebiaza și vaginoza bacteriană.